# Наканэ, Касуми
Касуми Наканэ (яп. 仲根かすみ Наканэ Касуми, род. 3 апреля 1982) — японская актриса
 и фотомодель (гравюр-айдол), специализирующаяся на фотосессиях в бикини.

## Биография
Родилась в городе Хигасиосака, выросла в Токио, окончила частную школу Хорикоси. Её настоящее имя — Касуми Вада (яп. 和田 可澄美), а девичья фамилия — Накасонэ (яп. 仲宗根), позднее работала под псевдонимом Касуми Уэ (яп. 植 可澄美). В 1993 году стала участницей музыкального коллектива Nezumikko Club, состоящего из нескольких девушек. С 1996 года начала работать фотомоделью, с 1999 года снимается в телесериалах.

## Личная жизнь
В 2005 году вышла замуж за бейсболиста Вада Цуёси. В 2006 году у них родилась дочь.

## DVD и видео
- Digital Playboy Vol.2 Kasumi Nakane (яп. デジタルプレイボーイVol.2 仲根かすみ Dejitaru Pureibōi Borūmu Tsū Nakane Kasumi) (январь 2001, ISBN 4-089-00506-X, Shueisha).
- S’il vous plait (апрель 2003, ISBN 4-812-41151-3, Takeshobo).
- WPB-net Remix DVD Kasumi Nakane "Slow Life, Sweet Love" (яп. WPB-net REMIX DVD 仲根かすみ「SLOW LIFE,SWEET LOVE」) (2004-07-16, ISBN 4-089-00511-6, Shueisha).
- Summer Memories (яп. 夏の思い出 Natsu no Omoide) (ноябрь 2005, ISBN 4-812-42431-3, Takeshobo).

## Фотоальбомы
- 17/That Summer (яп. 17/あの夏。—仲根かすみファースト写真集 Jūnana/Ano Natsu: Nakane Kasumi Fāsuto Shasshinshū) (сентябрь 1999, ISBN 4-834-25205-1, Home-sha)
- 18/Mi Pasión (яп. 18/Mi Pasión Jūhachi/Mi Pashion) (сентябрь 2000, ISBN 4-834-25206-X, Home-sha)
- Telephone Card Book G-taste: Kasumi Nakane Edition (яп. トレカブックG-taste仲根かすみ編 Tereka Bukku Jī-teisuto Nakane Kasumi Hen) (апрель 2001, ISBN 4-063-45154-2, Kodansha)
- Searching for Summer (яп. 夏をさがして Natsu o Sagashite) (август 2001, ISBN 4-887-87005-1, DigiCube)
- Hana Kasumi (яп. 花霞み Hana Kasumi) (декабрь 2001, ISBN 4-087-80340-6, Shueisha)
- Summer and Kasumi and the Sun... (яп. 夏とかすみと太陽と… Natsu to Kasumi to Taiyō to...) (сентябрь 2002, ISBN 4-887-87051-5, DigiCube)
- Kasumi Nakane (яп. 仲根かすみ Nakane Kasumi) (сентябрь 2002, ISBN 4-091-04013-6, Shogakukan, Young Sunday Special Graphic Vol.2)
- 20/Vas-y! Kasumi Nakane Photo Essay (яп. 20/Vas‐y!—仲根かすみフォトエッセイ Nijū/Vashī!: Nakane Kasumi Foto Essei) (ноябрь 2002, ISBN 4-834-25211-6, Home-sha, includes a DVD)
- August Dream Photo Story Book (яп. 八月の幻 フォト・ストーリー・ブック Hachigatsu Foto Sutōrī Bukku) (ноябрь 2002, ISBN 4-812-41103-3, Takeshobo)
- Passion: Kasumi Nakane Gun Crazy Photobook (яп. PASSION—仲根かすみGUN CRAZY写真集 Passhon: Nakane Kasumi Gan Kureiji Shasshinshū) (2003-04-26, ISBN 4-894-52701-4, Pioneer LDC)
- S’il vous plait (апрель 2003, ISBN 4-812-41149-1, Takeshobo)
- Kasumi (яп. かすみ) (2003-07-04, ISBN 4-812-41248-X, Takeshobo)
- At the End of Summer (яп. 夏の終わりに Natsu no Owari ni) (август 2003, ISBN 4-887-87134-1, DigiCube)
- À la Mer To the Sea (яп. À LA MER 海へ A ru Mea Umi e) (ноябрь 2003, ISBN 4-063-52803-0, Kodansha)
- Kasumi Nakane Vintage 19*20*21 (яп. 仲根かすみ VINTAGE19*20*21) (январь 2004, ISBN 4-093-72081-9, Shogakukan)
- Kasumi Nakane: Kasumi-X (яп. 仲根かすみ KASUMI-X Nakane Kasumi: Kasumi-Ekkusu) (2004-04-02, ISBN 4-834-24013-4, Shueisha)
- Unplugged (2004-12-01, ISBN 4-054-02627-3, Gakken)
- Shizuku (2005-12-19)
- Kasumi Nakane Last Photobook (яп. 仲根かすみラスト写真集 Nakane Kasumi Rasuto Shasshinshū) (2005-12-22, ISBN 4-063-07865-5, Kodansha)
- Style (2006-01-25, ISBN 4-889-93573-8, Traidia)